# Rhinolophus yunanensis
Rhinolophus yunanensis is een zoogdier uit de familie van de hoefijzerneuzen (Rhinolophidae). De wetenschappelijke naam van de soort werd voor het eerst geldig gepubliceerd door Dobson in 1872.